# گذرنامه روسی
گذرنامهٔ روسی یک مدرک سفر بین‌المللی است که توسط کشور روسیه صادر می‌شود و بنا بر داده‌های سال ۲۰۲۳، دارندگان آن می‌توانستند به ۱۱۴ کشور دیگر بدون دریافت ویزا سفر کنند یا ویزا را در بدو ورود دریافت نمایند. این گذرنامه بر اساس رتبه‌بندی شاخص گذرنامهٔ هنلی در سال ۲۰۲۳ (۱۴۰۲ ه‍.ش) در رتبهٔ ۵۱ قرار داشت.